# 小型水力發電

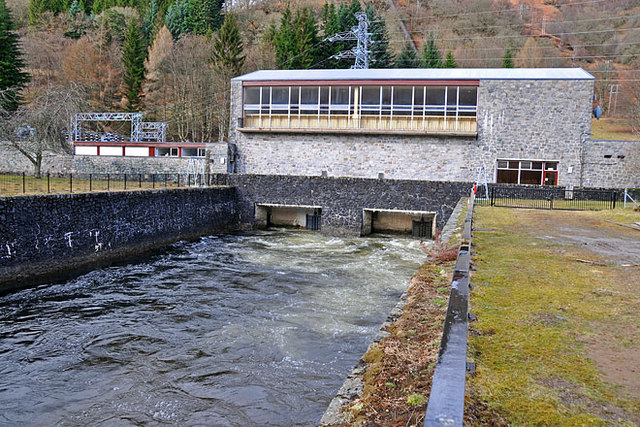
蘇格蘭裝置容量僅 2MW 的小型水力發電廠

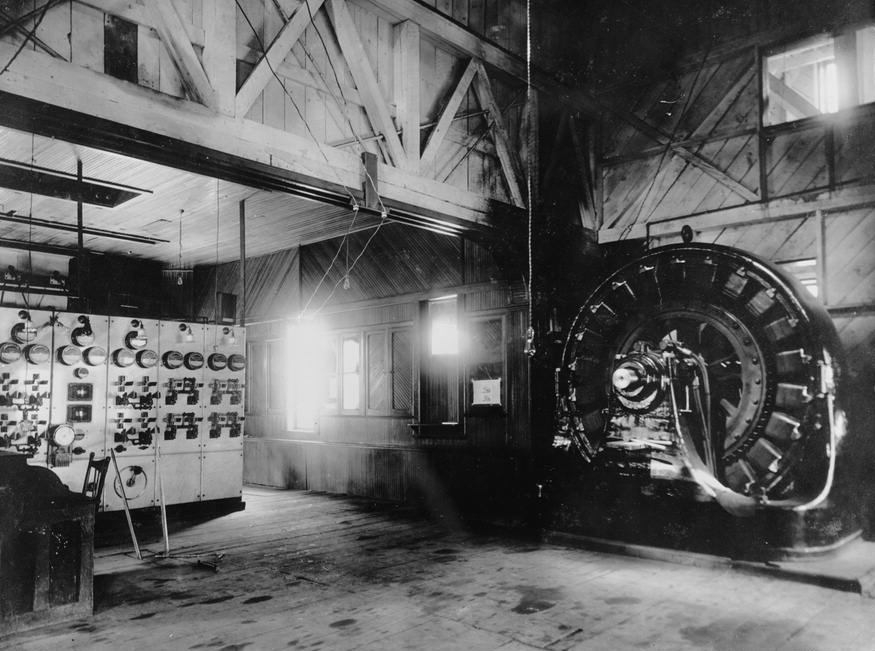
1895年，位在美國科羅拉多州特柳賴德的小型水力發電廠

小型水力發電（英語：Small hydro）是一種專門為小型社區，或是私人工業所發展的水力發電業務。目前小型水力發電的定義並沒有一項標準，但被普遍接受的小型水力發電為發電廠內的機組裝置容量介於1～20MW之間，而這方面也與分散式發電中所定義的小型水力發電相同。在美國、加拿大以及中國，小型水力發電的定義將發電機組的裝置容量寬限到50MW 。相反的，許多水力發電設施就比起小水力發電來的更巨大，如裝置容量高達2,074 MW的美國胡佛水壩，或者是由田納西流域管理局所轄下的多項大型水力發電設施。
小型水力發電通常可以再細分為 100 至 1,000 KW 的小型水力發電，以及 5 至 100 KW 的微型水力發電。微型水力發電因為其規模，因此適合裝置在較小的社區、家庭或是小型企業。更小的微微型水力發電，其裝置容量大約低於 5KW。
小型水力發電廠所生產的電力可以直接與一般的配電網路連結並供電，因此屬於低成本的可再生能源。此外，小型水力發電廠可以建設在偏遠地區，以服務一些國家供電系統之外的偏鄉地區，或是因成本高昂而沒有架設電網的地區。由於小型水力發電廠一般僅會有極小型的水壩，以及發電廠房等設施的土建工程，因此小型水力發電被認為比其一般大型的水力發電設施，對於環境的影響來的更小。這樣的狀況也減少了能源生產與環境破壞之間的平衡。而其中有項工具能夠針對這個問題進行評估，就是「歷年流量曲線圖」或是「FDC」。
水壩與發電廠，及小型的儲留池與小型抽蓄式發電廠可以促進分散式電能儲蓄以及分散高峰並平衡用電負載。此類型的水力發電廠可集中建立在地區電力供給不穩定的地區。

## 發展
據 REN21 所提出的報告中指出，2008年之間，小型水力發電設施的建立，比起2005年同期要增長了28%，並提高了世界小型水力發電裝置容量到達85GW。其中，光是中國便佔有超過70%（65GW），其次是日本（3.5GW），美國（3GW），印度（2GW）。中國計畫到2010年之前，將要推動農村電氣化方案，並更進一步要讓10,000個村落皆能夠使用到再生能源產出的電力，其中便包括將更進一步投資小型水力發電與太陽能發電的發展。
2013年，由國際小型水力發電中心與聯合國工業發展組織所提出的報告指出，目前全球中已開發的小型水力發電裝置容量約有75GW，具有小型水力發電發展潛能的還有173 GW。中國在小型水力發電發展方面取得了領先，2010年時，已完成45,000座發電廠的裝設量，尤其是農村地區，並提供每年160億千瓦·時的電力。目前有超過50%的小型水力發電潛能皆是在亞洲地區所發現，然而，報告中還表示，未來將會有更多的小型水力發電潛能在美洲大陸與非洲大陸兩者上找到。
在加拿大不列顛哥倫比亞省的山區與雨林之間，有大量技術上極度適合開發的水力發電潛能。然而，由於環境影響問題，因此自1980年代以後，已不再興建大型水庫與水力發電廠。面對這樣的狀況所提出的解決方法便是向廠商提出保證能夠興建100座裝置容量50MW的川流式小型水力發電廠的合約。雖然，電力生產如果沒有水庫的儲水能力，其一年之中的可發電量變化非常大，但加拿大方面允許一些已存在的大型水庫維持儲水，並向下游平均流放少許水量維持河道生態與川流式發電廠所需的水量。2014年，在不列顛哥倫比亞省，已完成商轉的發電廠總數裝置容量到達4,500 MW，並且共生產出18,000千瓦·時的電力

## 發電

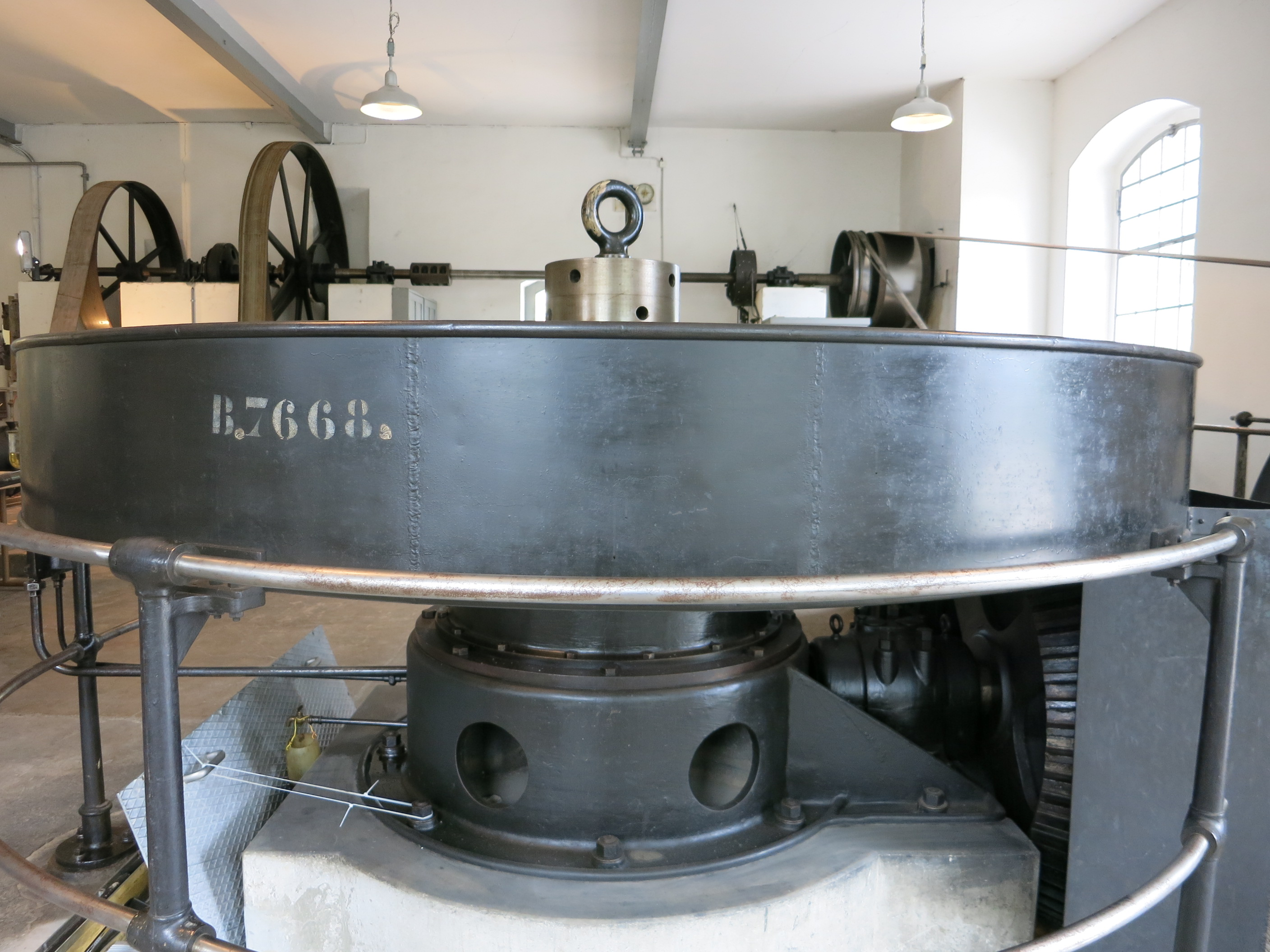
1920年生產歷史悠久的水力發電機組，裝設於瑞士奧滕巴赫，目前仍在商轉中，並提供遊客參訪。

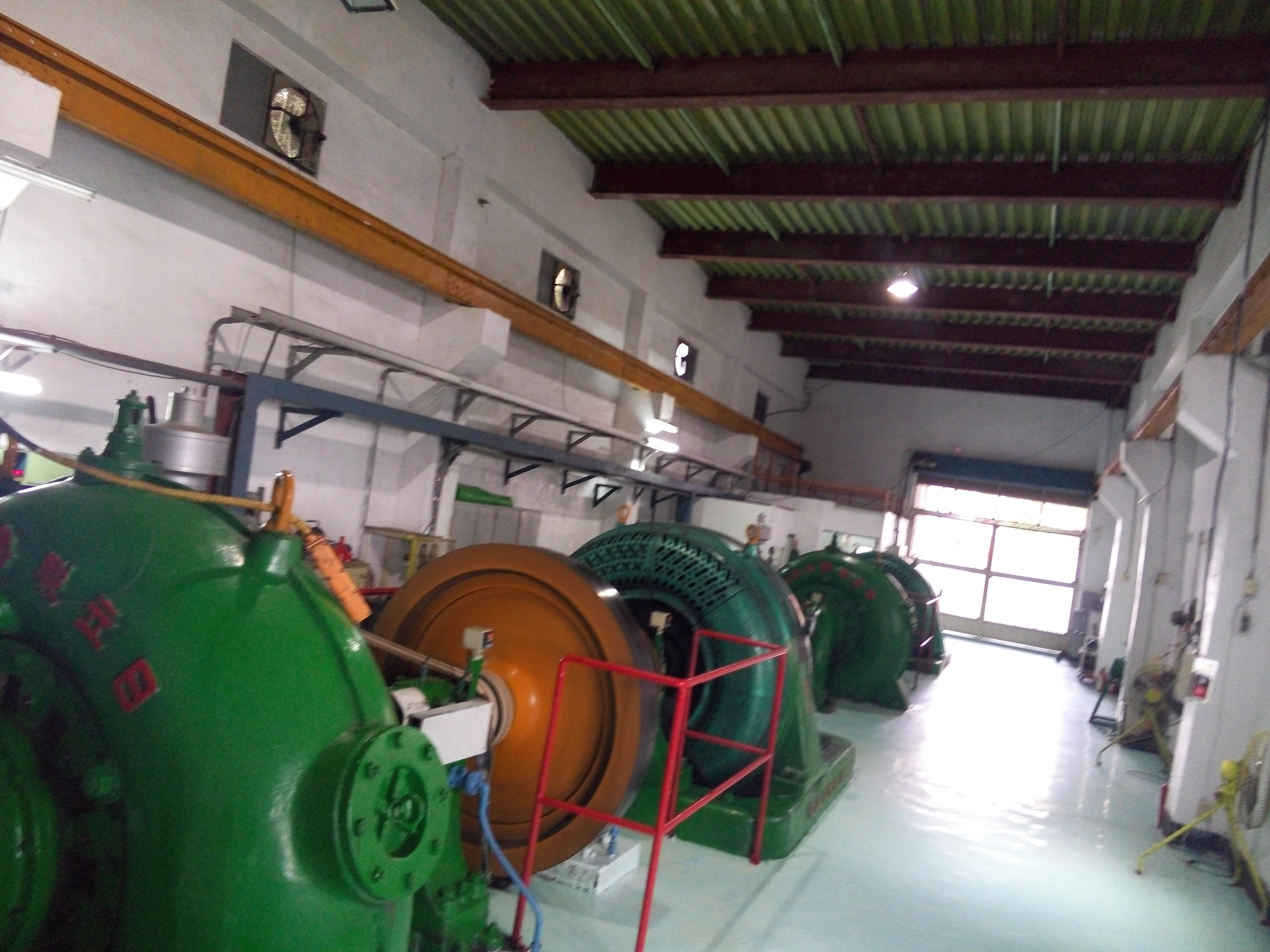
臺灣臺東縣卑南上圳小型發電廠廠房，兩部1920年日本日立製作所製橫軸法蘭西斯式水輪發電機，前方為一號機，靠後為二號機，該發電廠即是「利用廢棄發電廠重新整修」的最佳例子，1990年建成不久即廢棄，2004年重新整修營運

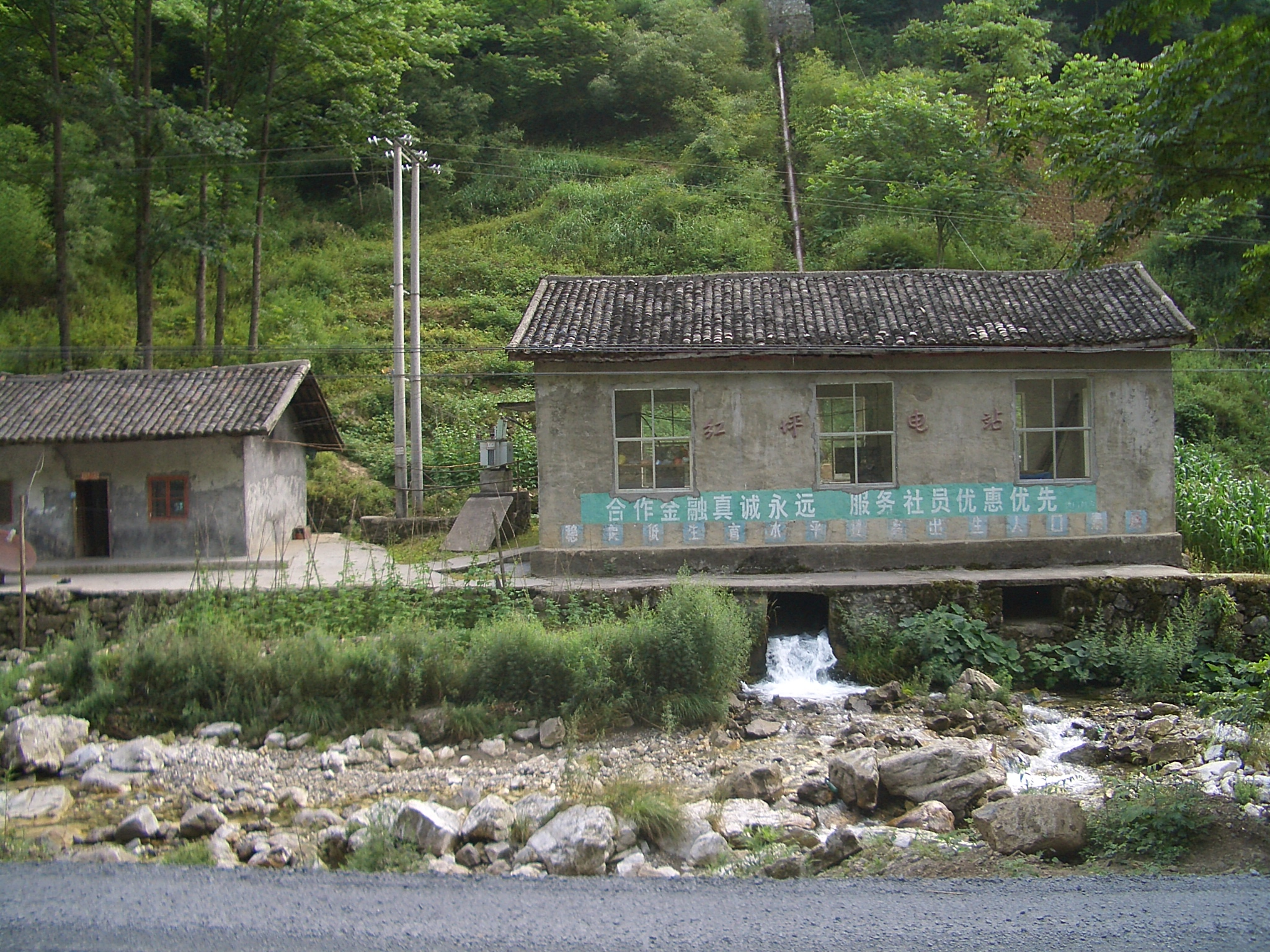
位在中國神農架红坪镇的紅坪電站，擁有典型中國湖北省西部的小水電站設計。水源來自電站背後的山上，照片看到的黑色管線即為壓力鋼管

水力發電是透過水的流動帶動發電機產生電能。並需要依靠充足的水量流動以及類似於瀑布般有效的落下高度，這樣的落差便稱為水頭。在典型的水力發電安裝方式中，水會從高處的前池，或調整池經由壓力鋼管落下，並進入到水輪機中。水進入到水輪機導葉、動輪中，並透過水的壓力帶動動輪上的軸承旋轉。軸承會連結到發電機上，而軸承旋轉，便會帶動發電機內的轉子旋轉，與定子相互以切線方向做功產生電磁感應，進而產生電力，便是以位能轉換成動能，再以動能轉換成電能。
小型水力發電大多都會利用現有的水壩，或新建小型的水壩來增加使用目標引水發電，而這些水壩通常的功用都是在於河川或湖泊水位的調節，以及引水進行灌溉。有時，老舊或被廢棄的小型水力發電廠會被買下後重新整修或是重新設計，有時，會維修發電廠中的核心部分如發電機組或壓力鋼管，或者有時，僅需要重新針對一個已停止運轉的發電廠申請水權使用許可。上述中的任何一種方式皆有節省成本的優勢，讓操作者僅需利用現有的設備，並重新申請水權即可運轉，可使得小型水力發電的投資報酬率非常高。

## 開發設計
自從部份水力發電設備生產商推出了一系列小型水力發電安裝設備後，許多廠商也逐步跟進，皆推出規格化裝置容量200KW至10MW的發電機組。這樣的生產模式演化成"一條龍"的安裝套件，大大簡化了安裝站點的規劃與設計流程。但是，因為非經常性的工程成本雖已達到最小化，然而其餘項目的成本過度發展，使得這種系統的成本逐漸提高。獨立電網系統的發電廠較常採用同步發電機，而與大型電網系統連結的小型水力發電廠則通常選用經濟型的感應發電機，以更進一步的減少安裝成本並簡化控制和操作手續。
小型水力發電廠通常會在其取水的河道上興建一座攔河堰，以形成一個水頭高度，並讓水進入進水口後，再透過壓力鋼管進入水輪機發電，未被攔河堰攔截到的˙水便會直接流走，而因為攔河堰並沒有類似於水庫般儲水的功能，因此當來到冬季或夏季的枯水期時，便可能造成水力發電廠的停擺。最佳的方案便是在現有的湖泊邊建立一座進水口。印度與中國等國家有支持小型水力發電發展的政策，其監管此政策的法案中提到，為了使水流更容易擷取，因此允許水壩與水庫的興建。而在北美與歐洲，小型水力發電計畫案中針對水壩或水庫興建的監管條例程序是非常壟長與昂貴的。
其他類型的小型水力發電中，可利用螺旋槳式的水輪機，或潮汐能讓水輪機直接浸入水中，藉由水的流動取得電力。潮汐能方案可能需要藉由儲水或儲電來消除間歇性潮流（雖然能夠準確預測）的影響。
小型水力發電開發案的環境影響評估與建照核發程序通常會非常的快，並且，由於發電機組設備皆是批量生產，使得安裝步驟與速度更標準化和簡化，再來，廠房的土木建設工程成本與施工時間也相對減少許多，因此小型水力發電開發將能夠非常迅速的發展。而因為設備的尺寸更小更簡易，因此也能夠透過鐵路或公路運送至更偏遠的地方裝設。

## 全球典型案例列表

### 非洲
- 札岡明那，一座裝置容量700KW的小型水力發電廠，尚比亞卡萊內山；2008年

### 亞洲
- 巴里奧荒漠與阿魯勒揚社區微型水力發電開發計畫[9] 馬來西亞砂拉越卡勒比高地；2009年
- 卡汀加斯小型水力發電廠，聖費爾南多，朗布隆，菲律賓[10]
- 帕克帕坦水力發電廠，裝置容量2.82MW，巴基斯坦帕克帕坦縣運河；2015年

#### 臺灣
臺灣因地形影響坡陡流急，加上河川豐枯水期明顯，因此水力發電廠之規模大多均僅達到小型水力發電廠之規模，除部分發電廠如明潭發電廠、大觀發電廠等抽蓄式發電以及部分水庫式發電的如德基發電廠、青山發電廠、谷關發電廠等以外，以裝置容量來界定，大多屬於「小型水力發電」廠之規模。
- 卑南上圳小型發電廠，裝置容量2.2MW，為台灣第一座利用灌溉水圳引水的小型水力發電廠[12]，臺灣臺東縣卑南鄉；1990年。

### 歐洲
- 綠村計畫，[13]，2009年大綠競賽中冠軍[14]，合作冠軍獲得£300K，英國威爾斯布雷肯比肯斯國家公園[15]
- 聖凱瑟琳，設於靠近英國威斯摩蘭文德米爾的國家名勝古蹟信託

### 北美洲
- 艾姆斯水力發電廠，歸類在IEEE里程碑列表中，美國科羅拉多州
- 蔡爾茲 - 歐文水力發電設施，現已停用，美國亞利桑那州；1916年
- 斯諾誇爾米瀑布，美國華盛頓州；1957年
- 馬里布水力發電，加拿大不列顛哥倫比亞省；2005年
- Cloudworks能源 已在加拿大西部興建多個小型水力發電設施

## 資料來源
1. ↑   (PDF). International Renewable Energy Agency. 2012-06-00  [2015-08-04]. （原始内容存档 (PDF)于2018-11-09）.
2. ↑  Crettenand, N. . Ecole Polytechnique Fédérale de Lausanne (EPFL). PhD Thesis N° 5356. Infoscience.epfl.ch. 2012  [2016-02-07]. （原始内容存档于2018-09-13）.
3. 1 2  Renewables Global Status Report 2006 Update 的存檔，存档日期2007-06-14., REN21, published 2006, accessed 2007-05-16
4. ↑   (PDF). International Renewable Energy Agency.   [2016-02-07]. （原始内容存档 (PDF)于2018-11-09）.
5. ↑  . ICSHP.   [29 April 2015]. （原始内容存档于2015年5月28日）.
6. ↑  . Sustainable Energy Policy and Practice.   [29 April 2015]. （原始内容存档于2016-03-06）.
7. ↑  . www.energias-renovables.com.   [29 April 2015]. （原始内容存档于2016-03-04）.
8. ↑  . BC Hydro.   [2016-02-07]. （原始内容存档于2016-02-06）.
9. ↑  . blogger.   [2016-02-07]. （原始内容存档于2016-03-04）.
10. ↑   (PDF). Small Power Utilities Group, National Power Corporation.   [15 September 2015]. （原始内容 (PDF)存档于2016年3月4日）.
11. ↑  蕭永盛,  (PDF), 中興工程顧問公司電力部,   [2016-02-06], （原始内容存档 (PDF)于2016-02-06）
12. ↑  黃振昌.  (PDF). 農田水利會聯合會. 2010-11-23  [2013-12-17]. （原始内容 (PDF)存档于2013-12-19） （中文（臺灣））.
13. ↑  . Thegreenvalleys.org. 2013-04-07  [2013-10-16].
14. ↑  . biggreenchallenge.org.uk.   [2013-10-16]. （原始内容存档于2013-10-03）.
15. ↑  . BBC News. 2008-10-17  [2013-10-16]. （原始内容存档于2020-05-17）.

## 外部連結
- History of Small Hydropower
- Advanced Small Scale Hydro Power （页面存档备份，存于）
- Small scale hydro power （页面存档备份，存于）
- Small & Micro Hydropower resources （页面存档备份，存于）
- UK Small Hydro Development
- DIY Hydro Projects （页面存档备份，存于）
- Ashden Awards hydro power winners
- Iceland Small Hydro Development
- Natel Energy Buckeye South Extension Canal Installation
- European Small Hydropower Association
- Small hydro in Switzerland